# Entanglement quantistico
L'entanglement quantistico, o correlazione quantistica, è un fenomeno quantistico, non riducibile alla meccanica classica, derivante dal principio di sovrapposizione della meccanica quantistica, per il quale due o più sistemi fisici (tipicamente due particelle) possono costituire sottosistemi di un sistema più ampio, il cui stato quantico è rappresentato da una combinazione (sovrapposizione) dei loro singoli stati. In questa condizione, in cui i sistemi si definiscono correlati (entangled), la misura di un'osservabile di uno determina simultaneamente anche il valore per gli altri.
Poiché lo stato di sovrapposizione quantistica risulta indipendente da una separazione spaziale dei sistemi coinvolti, l'entanglement implica in modo controintuitivo la presenza tra essi di correlazioni a distanza e, di conseguenza, il carattere non locale della realtà fisica.
Il termine entanglement (letteralmente, in inglese, "groviglio", "intreccio") fu introdotto da Erwin Schrödinger in una recensione del famoso articolo sul paradosso EPR, che nel 1935 rivelò a livello teorico il fenomeno.

## Descrizione
Secondo la meccanica quantistica è possibile realizzare un sistema costituito da due particelle caratterizzato da determinati valori globali di alcune osservabili. Ciò comporta che il valore di una di queste misurato su una singola particella (un esempio tipico è lo spin) influenzi istantaneamente il corrispondente valore dell'altra, che risulterà tale da mantenere il valore globale iniziale, secondo la legge di conservazione. Ciò rimane vero anche nel caso, sperimentalmente possibile, che le due particelle si trovino distanziate, senza alcun limite spaziale. È opportuno precisare che il processo di misura relativo alla singola particella è soggetto alle regole quantistiche di probabilità.
Si possono ottenere in pratica due particelle che, secondo la teoria, dovrebbero possedere tale caratteristica, facendole interagire opportunamente o acquisendole da un processo naturale che le origini nel medesimo istante (ad esempio un singolo decadimento radioattivo), in modo che siano descritte da uno stato quantico globale definito, pur mantenendo singolarmente carattere indefinito fino all'esecuzione di una misura.

## Storia
L'entanglement è una delle proprietà della meccanica quantistica che portarono Einstein e altri a metterne in discussione i princìpi. Nel 1935 lo stesso Einstein, Boris Podolsky e Nathan Rosen, formularono il celebre "paradosso EPR" (dalle iniziali dei tre scienziati), un esperimento mentale che metteva in evidenza, appunto come paradossale, il fenomeno dell'entanglement. Esso nacque dall'assunzione di tre ipotesi: principio di realtà, principio di località e completezza della meccanica quantistica. Perché il paradosso venisse risolto era necessario che cadesse una delle tre ipotesi, ma considerando le prime due sicuramente vere, in quanto evidenti, gli autori giunsero alla conclusione che la meccanica quantistica è incompleta (contiene cioè variabili nascoste). Vi era però un errore di fondo, evidenziato nel 1964 da Bell con la dimostrazione, nell'ambito di una teoria a variabili nascoste che riproduca le previsioni della meccanica quantistica, dell'incompatibilità tra i principi di località e di realtà. L'interpretazione maggiormente condivisa della meccanica quantistica (interpretazione di Copenaghen) contempla a un tempo aspetti locali (teoria quantistica dei campi) e non locali (come appunto l'entanglement) rifiutando il principio di realtà, mentre, ad esempio, l'interpretazione di Bohm, che è una tipica teoria a  variabili nascoste, afferma il principio di realtà, escludendo quello di località.
In ogni caso la meccanica quantistica si è dimostrata in grado di produrre corrette previsioni sperimentali fino a una precisione mai raggiunta prima e le correlazioni associate al fenomeno dell'entanglement quantistico sono state effettivamente osservate. All'inizio degli anni 1980 Alain Aspect e altri hanno svolto una serie di esperimenti particolarmente accurati che hanno provato che le correlazioni misurate seguono le previsioni della meccanica quantistica. Successivamente (1998) Zeilinger e altri hanno migliorato tali esperimenti confermando risultati in accordo con le previsioni teoriche. Per questi lavori i due studiosi, assieme all'americano John Clauser, hanno condiviso il Premio Nobel per la fisica 2022.

## Applicazioni
L'entanglement quantistico è alla base di tecnologie emergenti come i computer quantistici e la crittografia quantistica e ha permesso esperimenti relativi al teletrasporto quantistico, su cui si appuntano le speranze di nuove tecnologie. Sebbene non si possa trasmettere informazione attraverso il solo entanglement, l'utilizzo di un canale di comunicazione classico in congiunzione con uno stato entangled permette il teletrasporto di uno stato quantistico, che sarebbe altrimenti impossibile poiché richiederebbe un'infinita quantità di informazione per essere determinato. All'atto pratico, come conseguenza del teorema di no-cloning quantistico, questa ricca informazione non può essere letta integralmente, ma dovrebbe tuttavia poter aumentare notevolmente la velocità di calcolo.

## Formalismo
Si considerino due sistemi non interagenti {\displaystyle A} e {\displaystyle B} a cui sono associati i rispettivi spazi di Hilbert {\displaystyle {\mathcal {H}}_{A}} e {\displaystyle {\mathcal {H}}_{B}}. Lo spazio di Hilbert del sistema composto, secondo i postulati della meccanica quantistica, è il prodotto tensoriale:
{\displaystyle {\mathcal {H}}={\mathcal {H}}_{A}\otimes {\mathcal {H}}_{B}}
Se il primo sistema è nello stato {\displaystyle |\psi \rangle _{A}} e il secondo è nello stato {\displaystyle |\phi \rangle _{B}}, lo stato del sistema composto è dato da:
{\displaystyle |\psi \rangle _{A}\;\otimes |\phi \rangle _{B}}.
Stati di questo tipo vengono chiamati stati separabili.
Date due basi {\displaystyle {|i\rangle _{A}}} e {\displaystyle {|j\rangle _{B}}} associate alle osservabili {\displaystyle \Omega _{A}} e {\displaystyle \Omega _{B}} è possibile scrivere gli stati puri di cui sopra come
{\displaystyle \left(\sum _{i}a_{i}|i\rangle _{A}\right)\otimes \left(\sum _{j}b_{j}|j\rangle _{B}\right)},
per una certa scelta dei coefficienti complessi {\displaystyle a_{i}} e {\displaystyle b_{j}}. Questo non è lo stato più generale di {\displaystyle {\mathcal {H}}_{A}\otimes {\mathcal {H}}_{B}}, il quale ha la forma:
{\displaystyle \sum _{i,j}c_{ij}|i\rangle _{A}\;\otimes |j\rangle _{B}}.
Se questo stato non è separabile è chiamato stato entangled.
Esempio (Stati di Bell)
Per i qubit esistono degli stati entangled che giocano un ruolo fondamentale all'interno della teoria dell'informazione quantistica, sono i cosiddetti stati di Bell: 
{\displaystyle |\Psi ^{\pm }\rangle ={\dfrac {1}{\sqrt {2}}}{\big (}|0,1\rangle \pm |1,0\rangle {\big )}\qquad |\Phi ^{\pm }\rangle ={\dfrac {1}{\sqrt {2}}}{\big (}|0,0\rangle \pm |1,1\rangle {\big )}}
Gli stati di Bell formano una base ortonormale dello spazio di Hilbert {\displaystyle \mathbb {C} ^{2}\otimes \mathbb {C} ^{2}} , tale base è detta base di Bell.

### Entropia
Quantificare l'entanglement è un importante passo avanti per una migliore comprensione del fenomeno. Il metodo delle matrici di densità ci fornisce una misura formale dell'entanglement. Se {\displaystyle |\Psi \rangle } è il sistema composto, l'operatore di proiezione per questo stato è
{\displaystyle \rho _{T}=|\Psi \rangle \;\langle \Psi |}.
Definiamo la matrice di densità del sistema {\displaystyle A}, un operatore lineare nello spazio di Hilbert del sistema {\displaystyle A}, come la traccia di {\displaystyle \rho _{T}} nella base del sistema {\displaystyle B}:
{\displaystyle \rho _{A}\equiv \sum _{j}\langle j|_{B}\left(|\Psi \rangle \langle \Psi |\right)|j\rangle _{B}={\hbox{Tr}}_{B}\;\rho _{T}}.
Ad esempio, la matrice di densità di {\displaystyle A} per lo stato entangled discusso sopra è (attenzione, questo riferimento è a una parte mancante della sezione precedente. Vedere la versione inglese)
{\displaystyle \rho _{A}=(1/2)\left(\;|0\rangle _{A}\langle 0|_{A}+|1\rangle _{A}\langle 1|_{A}\;\right)}
e la matrice densità di {\displaystyle A} per lo stato puro discusso sopra risulta
{\displaystyle \rho _{A}=|\psi \rangle _{A}\langle \psi |_{A}}.
Questo è semplicemente l'operatore di proiezione di {\displaystyle {|\Psi \rangle }_{A}}. Si noti che la matrice di densità del sistema composto, {\displaystyle \rho _{T}}, prende anche questa forma. Ciò non ci stupisce, in quanto avevamo assunto che lo stato del sistema composto fosse puro.
In generale, data un matrice di densità {\displaystyle \rho };, possiamo calcolare la quantità
{\displaystyle S=-k{\hbox{Tr}}\left(\rho \ln {\rho }\right)}
dove {\displaystyle k} è la costante di Boltzmann, e la traccia è presa sullo spazio {\displaystyle H} in cui è definita {\displaystyle \rho }. Risulta che {\displaystyle S} è esattamente l'entropia del sistema corrispondente a {\displaystyle H}.
L'entropia di ogni stato puro è nulla, in quanto non vi è incertezza sullo stato del sistema. L'entropia di ognuno dei due sottosistemi dello stato entangled precedentemente esaminato è {\displaystyle k\ln 2}, che si può dimostrare essere l'entropia massima per un sistema a un solo livello. Se il sistema nel suo insieme è puro, l'entropia dei suoi sottosistemi può essere utilizzata per misurare il loro grado di correlazione con gli altri sottosistemi.
Si può anche dimostrare che gli operatori unitari che agiscono su uno stato, come l'evoluzione temporale ricavata dall'equazione di Schrödinger, lasciano invariata l'entropia. Quindi la reversibilità di un processo è legata alla sua variazione di entropia, il che è un risultato profondo che lega la meccanica quantistica all'informatica e alla termodinamica.

### Insiemi
Il formalismo delle matrici di densità è anche utilizzato per descrivere gli insiemi quantistici, collezioni di identici sistemi quantistici.
Si consideri una "scatola nera" che emette elettroni verso un osservatore. Gli spazi di Hilbert degli elettroni sono identici. L'apparato può produrre elettroni che sono tutti nello stesso stato; in tal caso, gli elettroni ricevuti dall'osservatore sono detti insieme puro.
Tuttavia, l'apparato può anche produrre elettroni che hanno stati differenti. Ad esempio, può produrre due popolazioni di elettroni: una con lo stato {\displaystyle |\mathbf {z+} \rangle } (spin allineati con la direzione delle {\displaystyle z} positive), e l'altra con lo stato {\displaystyle |\mathbf {y-} \rangle } (spin allineati con la direzione delle {\displaystyle y} negative). In generale, possono esservi qualsiasi numero di stati differenti per gli elettroni prodotti: in tal caso si ha un insieme misto.
Possiamo descrivere un insieme come una collezione di popolazioni, ognuna con peso {\displaystyle p_{i}} e stato {\displaystyle |\alpha _{i}\rangle }. La matrice di densità dell'insieme è definita come:
{\displaystyle \rho =\sum _{i}p_{i}|\alpha _{i}\rangle \langle \alpha _{i}|}.
Tutti i risultati precedenti riguardo matrici di densità ed entropia sono consistenti con questa definizione. Questo e l'ipotesi a molti mondi fanno ritenere a molti fisici che tutti gli insiemi misti possano essere spiegati come stati quantici entangled.
Il teorema Reeh-Schlieder è visto a volte come l'equivalente dell'entanglement quantistico nella teoria quantistica dei campi.

## Risultati sperimentali
- Nel 1992 presso l'Università di Leida nei Paesi Bassi venne appurato l'entanglement dei momenti angolari di quattro fotoni.[2]
- Il 2 dicembre 2011 vengono correlati due diamanti di un millimetro posti alla distanza di 15 cm a temperatura ambiente[3].
- Il 27 settembre 2014 un gruppo di fisici annuncia di aver creato un singoletto di spin con almeno 500 000 atomi di rubidio raffreddati a una temperatura di 20 milionesimi di kelvin utilizzando la correlazione quantistica[4].
- Il 30 novembre 2016 il gruppo di citizen scientists, 100 000 persone di 190 paesi del mondo, ha condotto un esperimento generando bit e stringhe casuali, il test denominato Big Bell Test ha confermato la validità del concetto di entanglement, mettendo conseguentemente in discussione il concetto di realtà locale.[5]
- A maggio 2017 è stato proposto uno studio nel quale si afferma che sia stato prodotto un effetto d'interferenza controllata tra due singoli fotoni emessi da atomi entangled.[6]
- Nel giugno 2017 un gruppo di ricercatori cinesi realizza una rete a comunicazione quantistica composta da tre nodi e un satellite in orbita che ha permesso la distribuzione di fotoni in entanglement tra i diversi nodi terrestri distanti 1 200 km e distanti tra i 1 600 e i 2 000 km, dal satellite in orbita[7][8].

## Interpretazioni epistemologiche
L'entanglement quantistico costituisce una difficoltà per la interpretazione della teoria quantistica dal punto di vista epistemologico, in quanto è incompatibile con il principio apparentemente ovvio e realistico della località, per il quale il passaggio di informazione tra diversi elementi di un sistema può avvenire soltanto tramite interazioni causali successive, che agiscano spazialmente dall'inizio alla fine. Ad esempio, secondo il principio di località, il pugno di una persona può colpire il naso di un'altra solo se si è abbastanza vicini, o se si è in grado di mettere in moto meccanismi che, passo dopo passo, giungano fino al naso. Differenti interpretazioni del fenomeno dell'entanglement portano a differenti interpretazioni della meccanica quantistica.
All'inizio del XXI secolo alcuni fisici hanno cominciato ad analizzare la meccanica quantistica nei termini dell'informazione quantistica contenuta in un sistema. Con questo approccio l'entanglement e altri comportamenti tipici dei sistemi quantistici diventano derivazioni di teoremi sull'informazione contenuta nei sistemi stessi.

## Analogo classico
Una versione "classica" può essere così formulata: due amici possiedono due monete, una d'oro e una di rame, e se le dividono a caso senza guardarle, poi uno parte e va ai confini dell'universo; appena uno dei due guarda la propria moneta sa istantaneamente quale moneta ha l'altro. Il fondamentale limite dell'analogia riguarda evidentemente la preesistenza della caratteristica delle due monete prima della osservazione, mentre in ambito quantistico l'esito del processo di misura si determina nel momento stesso dell'osservazione con valori di volta in volta diversi secondo una gradazione probabilistica e il valore ottenuto non preesiste alla misura stessa.